# Hôtel Dyel des Hameaux
El hotel Dyel des Hameaux está situado en el número 13 de la place des Vosges, 4 distrito de París. Está en el lado oeste de la plaza, entre los hoteles Pierrard y Marchand.

## Historia
Fue construido alrededor de 1630 por encargo de Antoine de Rochebaron. Desde 1680, perteneció al duque Louis de Rohan-Chabot ; permaneció en la familia Rohan hasta su venta en 1764 a François Prévost. Lleva el nombre de Jean Dyel, señor de Hameaux.
Parte de las fachadas y cubiertas se clasifican como monumentos históricos en 1920 ; el resto se enumeran en 1955 ; la galería abovedada de la plaza se inscribió en 1956.
En 2007 cuando el exministro socialista de Finanzas, Dominique Strauss-Kahn, y su esposa, Anne Sinclair, compraron esta residencia Los cónyuges de Strauss-Kahn, divorciados desde 2013, sin embargo, no actualizaron la situación de sus bienes.